# Lycenchelys aurantiaca
Lycenchelys aurantiaca är en fiskart som beskrevs av Wataru Shinohara och Matsuura, 1998. Lycenchelys aurantiaca ingår i släktet Lycenchelys och familjen tånglakefiskar. Inga underarter finns listade i Catalogue of Life.